# Камілло Еверарді
Камілло Еверарді (справжнє ім'я Каміль Франсуа Еврар, Camille François Everard, 15 листопада 1825, Дінан, Бельгія — 5 (17) січня 1899, Москва, Російська імперія) — співак (баритон) і педагог. Бельгієць за походженням. Чоловік Жоржетти Еверарді.
У 1846 році закінчив Паризьку консерваторію. Удосконалював вокальну майстерність у Неаполі і в Мілані у Франческо Ламперті. У 1849 або за іншою версією 1850 дебютував в опері «Навуходоносор» Дж. Верді на сцені неаполітанського театру «Сан-Карло». У 1851—1857 рр. співав на різних оперних сценах Європи.
У 1857 році співав у Відні. У тому ж році за рекомендацією співака Л. Лаблаша був запрошений до Росії, у Петербург, де продовжив успішну сценічну кар'єру і співав в петербурзькій Італійської опері (став 1-м виконавців партій Лорда Генрі — «Чаттертон», 17 лютого 1867 і Мефістофеля — «Фауст», італійською мовою, 1863). «Історія музики» Уолдо Пратта (1907) називає його в числі найбільш видатних оперних співаків епохи.
Виконував басові і баритонові партії.
Викладав в Київському музичному училищі. Серед його учнів: М. М. Гущина, К. Конча, С. Трезвинський, О. Каміонський, М. В. Бочаров.